# Michael Schaub
Michael Patrick Schaub (* 8. Januar 1974 in Liestal) ist ein Schweizer Psychologe, Psychotherapeut und Suchtforscher.

## Leben und berufliche Karriere
Michael P. Schaub studierte nach der Matura von 1996 bis 2001 an der Universität Zürich Psychologie und promovierte 2005 zum Thema Cannabis und Psychosen.
Nach der Promotion war er an der Psychiatrischen Universitätsklinik Zürich wissenschaftlich und klinisch tätig.
Zwischen 2006 und 2012 war er selbständig in einer eigenen psychotherapeutischen Praxis sowie ab 2008 am Schweizer Institut für Sucht- und Gesundheitsforschung (ISGF) – zu Beginn noch unter dem Sozialpsychiater und Suchtforscher Ambros Uchtenhagen – beschäftigt. Seit 2012 ist er Scientific Director des ISGF sowie Direktor des gleichnamigen Collaborating Center für Suchtfragen der Weltgesundheitsorganisation. Weiter ist Schaub seit 2015 als unabhängiger wissenschaftlicher Berater beim United Nations Office on Drugs and Crime (UNODC) in Wien tätig und seit 2018 Mitglied des Stiftungsrates der Schweizerischen Stiftung für Alkoholforschung, die er seit 2024 präsidiert. Zudem ist er seit 2024 Präsident der European Association of Substance Abuse (EASAR) und seit 2019 Titularprofessor für Psychologie an der Universität Zürich.
Schaub ist mit der Sozialpädagogin und Malerin Corinne Schaub-Trüssel verheiratet. Zusammen haben sie zwei Kinder und leben in Bremgarten (Kanton Aargau) sowie in Ronco sopra Ascona (Kanton Tessin).

## Wissenschaftliche Beiträge
Schaubs wissenschaftliche Arbeiten umfassen Beiträge zur Entwicklung, Wirksamkeitsüberprüfung und Implementierung von Interventionen im Suchtbereich. Dabei geht es sowohl um die Prävention von Substanzkonsum, wie auch die Therapie von Substanzkonsumstörungen, Doppel-Diagnosen und Verhaltenssüchten. Dabei nutzt er Ansätze der Schadensminderung sowie seit 2008 Ansätze mittels digitaler Medien (digitale Selbsthilfe, angeleitete digitale Selbsthilfe und Blended Therapy). Weitere Arbeiten umfassen Bereiche der Evaluations- und Qualitätsforschung sowie zur Epidemiologie des Konsums illegaler Substanzen (Heroin, Kokain etc.).
Er ist Autor von zahlreichen Buchkapiteln zu den Themen psychoaktive Substanzen, Suchterkrankungen und digitale Therapien.

## Schriften

### Buchbeiträge (Auswahl)
- Michael P. Schaub, Jenny Yi-Chen Lee, Alessandro Pirona (2018): m-Health applications for responding to drug use and associated harms EMCDDA PAPERS. Brussels: Publications Office of the European Union. ISBN 978-92-9497-368-9.
- Euphrosyne Gouzoulis-Mayfrank, Tomislav Majic, Michael P. Schaub (2018): Stimulanzien des Amphetamin-Typs. In: Soyka Michael, Batra Anil, Heinz Andreas, Moggi Franz, Walter Marc (Hrsg.). Suchtmedizin. S. 203–218. München: Elsevier. ISBN 978-3-437-23021-9.
- Tomislav Majic, Euphrosyne Gouzoulis-Mayfrank, Michael P. Schaub (2018): Halluzinogene. In: Soyka Michael, Batra Anil, Heinz Andreas, Moggi Franz, Walter Marc (Hrsg.). Suchtmedizin. S. 223–233. München: Elsevier. ISBN 978-3-437-23021-9.

### Zeitschriftenartikel (Auswahl)
- Nikolaos Boumparis, Severin Haug, Stefanie Abend, Joël Billieux, Heleen Riper, Michael P. Schaub. Online interventions for behavioral addictions: A systematic review. Journal of Behavioral Addictions 2022: 11(3):620–642. doi:10.1556/2006.2022.00054
- Michael P. Schaub, Marcela Tiburcio, Nora Martinez-Velez, Atul Ambekar, Roshan Bhad, Andreas Wenger et al. & WHO e-health project on Alcohol and Health Investigators Group. Effectiveness of a web-based self-help program to reduce alcohol use in adults with drinking patterns considered harmful, hazardous, or suggestive of dependence: results from a randomized controlled trial in four low- to middle-income countries. Journal of Medical Internet Research 2021; 23(8):e21686. doi:10.2196/21686
- Christian Baumgartner, Michael P. Schaub, Andreas Wenger, Doris Malischnig, Mareike Augsburger, Dirk Lehr et al. “Take Care of You” – Efficacy of integrated, minimal-guidance, internet-based self-help for reducing co-occurring alcohol misuse and depression symptoms in adults: results of a three-arm randomized controlled trial. Drug and Alcohol Dependence 2021: e225:108806. doi:10.1016/j.drugalcdep.2021.108806
- Christian Baumgartner, Michael P. Schaub, Andreas Wenger, Doris Malischnig, Mareike Augsburger, Marc Walter et al. CANreduce 2.0 – the effects of adherence-focused guidance for Internet self-help among cannabis misusers: results of a three-arm randomized controlled trial. Journal of Medical Internet Research 2021; 23(4):e27463. doi:10.2196/27463
- Michael P. Schaub, Anne H. Berman, Hugo López Pelayo, Nikolaos Boumparis, Zarnie Khadjesari, Matthijs Blankers et al. e-INEBRIA special interest group roadmap to best practices for practice and research on brief digital interventions for problematic alcohol and illicit drug use. Journal of Medical Internet Research 2020;22(8):e20368. doi:10.2196/20368
- Maria Dickson-Spillmann, Severin Haug, Ambros Uchtenhagen, Philip Bruggmann, Michael P. Schaub. Rates of HIV and hepatitis infections in clients entering heroin assisted treatment between 2003 and 2013 and risk factors for hepatitis C infection. European Addiction Research 2016; 22:181–191. doi:10.1159/000441973
- Michael P. Schaub, Ambros Uchtenhagen. Building a European Consensus on Minimum Quality Standards for Drug Treatment, Rehabilitation and Harm Reduction. European Addiction Research 2013; 19:314–324. doi:10.1159/000350740
- Michael P. Schaub, Alex Stevens, Severin Haug, Daniele Berto, Neil Hunt, Viktoria Kerschl, Tim McSweeney, Kerrie Oeuvray, Irene Puppo, Alberto Santa Maria, Barbara Trinkl, Wolfgang Werdenich, Ambros Uchtenhagen. Predictors of retention in the 'voluntary' and 'quasi-compulsory' treatment of substance dependence in Europe. European Addiction Journal 2011;17(2):97–105. doi:10.1159/000322574
- Michael P. Schaub, Victor Chtenguelov, Emilis Subata, Gundo Weiler, Ambros Uchtenhagen. Feasibility of buprenorphine and methadone maintenance programmes among users of home made opioids in Ukraine. International Journal of Drug Policy 2010; 21:229–233. doi:10.1016/j.drugpo.2009.10.005